# Робін Норелль
Робін Норелль (швед. Robin Norell; 18 лютого 1995, м. Стокгольм, Швеція) — шведський хокеїст, захисник. Виступає за «Юргорден» (Стокгольм) у Шведській хокейній лізі.
Вихованець хокейної школи «Гуддінге». Виступав за «Юргорден» (Стокгольм).
В чемпіонатах Швеції — 31 матч (1+5).
У складі молодіжної збірної Швеції учасник чемпіонатів світу 2014 і 2015. У складі юніорської збірної Швеції учасник чемпіонату світу 2013.
Досягнення
- Срібний призер молодіжного чемпіонату світу (2014)